# Fässbergs socken
Fässbergs socken i Västergötland ingick i Askims härad, ombildades 1922 till Mölndals stad och området är sedan 1971 en del av Mölndals kommun, från 2016 inom Fässbergs och Stensjöns distrikt. Socknen har medeltida ursprung.
Socknens areal är 52,33 kvadratkilometer varav 50,33 land. År 1907 fanns här 7 221 invånare. Orten Mölndal med sockenkyrkan Fässbergs kyrka ligger i socknen, liksom Gunnebo slott.

## Administrativ historik
Vid kommunreformen 1862 övergick socknens ansvar för de kyrkliga frågorna till Fässbergs församling och för de borgerliga frågorna bildades Fässbergs landskommun. Landskommunen ombildades 1922 till Mölndals stad och samtidigt namnändrades församlingen till Mölndals församling. Mölndals stad ombildades 1971 till Mölndals kommun. Ur Mölndals församling utbröts 1977 Stensjöns församling och samtidigt namnändrades den kvarvarande delen av församlingen till Fässbergs församling.
1 januari 2016 inrättades distrikten Fässberg och Stensjön, med samma omfattning som motsvarande församlingar hade 1999/2000 och fick 1971, och vari detta sockenområde ingår.
Socknen har tillhört län, fögderier, tingslag och domsagor enligt vad som beskrivs i artikeln Askims härad. De indelta båtsmännen tillhörde 2:a Bohusläns båtsmanskompani.

## Geografi och natur
Fässbergs socken ligger kring Mölndal och Fässbergs- och Krokslättsdalarna. Socknen har vida dalgångar omgivna av skogsbygd.
I socknen finns sex naturreservat. Delsjöområdet som delas med Örgryte socken i Göteborgs kommun och Råda socken i Härryda kommun, Rådasjön som delas med Råda socken samt Sandsjöbacka som delas med Kållereds och Lindome socknar ingår i EU-nätverket Natura 2000. Änggårdsbergen som delas med Örgryte och Västra Frölunda socknar i Göteborgs kommun, Pepparred och Safjället är kommunala naturreservat.
Största insjö är Rådasjön som delas med Råda socken i Härryda kommun.

## Byar och hemman
Fässbergs socken består historiskt av följande byar och enstaka hemman. När en by har flera hemman anges också hemmansnumren.
- Alvered, enstaka hemman.
- Balltorp, by med fem hemman (1 Kronogården, 2 Hökegården, 3 Pålsegården, 4 Östergården och 5 Kongegården) samt en kronoäng (6) och en utjord (7 Käringejorden). På ägorna har stadsdelen Balltorp växt fram.
- Bosgården, enstaka hemman. På ägorna har stadsdelen Bosgården växt fram.
- Brännemaden, enstaka hemman, redovisat som en äng i början av 1600-talet och senare som ett torp innan det skattlades till 1/4 mantal.
- Brännås, enstaka hemman.
- Brunketorp, ett hemman (1) och en kronoäng (2).
- Eklanda, by med fyra hemman (1 Arnegården, 2 Ryttaregården, 3 Östergården och 4 Gökegården). På ägorna har stadsdelen Eklanda växt fram.
- Enerbacken, enstaka hemman. På ägorna har stadsdelen Enerbacken växt fram.
- Forsåker, by med fyra hemman (1 Flintegården, 2 Kronogården, 3 Norgården och 4 Storegården). På ägorna byggdes senare pappersbruket Papyrus. Tingsställe på 1600-talet.
- Fässberg, socknens kyrkby med fem hemman (1 Prästgården, 2 Mellangården, 3 Västergården, 4 Östergården och 5 Klockarebolet).
- Gunnebo, enstaka hemman, bebyggdes praktfullt i slutet på 1700-talet av köpmannen John Hall (1735–1802), se vidare Gunnebo slott.[7][8]
- Holmen, ett hemman (1) och en skatteäng (2).
- Hulelyckan, enstaka hemman.
- Korndal, enstaka hemman.
- Kroken, enstaka hemman.
- Krokslätt, by med två hemman (1 Hökegården och 2 Sörgården). På ägorna har stadsdelen Krokslätt växt fram. I byn ingick ytterligare två hemman, belägna i Örgryte socken.
- Kråketorp, by med två hemman (1 Lilla Kråketorp och 2 Stora Kråketorp).
- Kärra, by med fem hemman (1 Hökegården, 2 Per Eriksgården, 3 Pottegården, 4 Storegården och 5 Torbjörnsgården). I äldre tid räknades också Talgegården till byn. I Kärra låg 1692–1888 Askims härads tingsställe. I byn fanns gästgiveri.[9][10]
- Lackarebäck, enstaka hemman. På ägorna har stadsdelen Lackarebäck växt fram.
- Lunnagården, enstaka hemman.
- Mölndal, by med fyra hemman (1 Knutsegården, 2 Letsegården, 3 Norgården och 4 Västergården) samt ett ålfiske (5), fyra skatteängar (6), en skatteutjord (7 Käringejorden) och ett stort antal kvarnar. I anslutning till byn, vattenfallen och kvarnarna växte samhället Mölndal fram som i sin tur gett namn åt Mölndals kommun. Området kring fallen kallas Kvarnbyn. Kvarnarna var: Piltekvarnen (8), Bengt Knutssons kvarn (9), Håkan Flints eller Hans Skrivares kvarn (10), Stampekvarnen (11), Olof Perssons eller Limmerhults kvarn (12), Joakim Markussons kvarn (13) Pixbo kvarn (14), Mattias Munks eller Enerbackens kvarn (15), Gunnebo kvarn (16), Hulelyckekvarn (17), Lille-Nils’ kvarn (18), Jons i Forsåker kvarn (19), Arvids i Forsåker eller Karl i Säve kvarn (20), Lidkvarnen (21), Klåve eller Anders Nilssons Kvarn (22), Nils Nilssons kvarn (23), Arvid Olssons kvarn (24), Källekvarnen (25), Lars Olssons kvarn (26), Anders’ på Holmen kvarn (27), Sågkvarnen (28), Biskopskvarnen (29), Forsåkers kvarn eller Krabbekvarnen (30), Olov Mattssons kvarn (31), Spolekvarnen (32), Frankekvarnen (33) och Smedjekvarnen (34). Förutom dessa nämns i  äldre jordeböcker också en rad andra namn på kvarnar.
- Peppared, enstaka hemman.
- Rävekärr, enstaka hemman. På ägorna har bostadsområdet Rävekärr växt fram.
- Sandbäck, by med två hemman (1 Prästgården och 2 Kullen). Prästgården var kaplansboställe. På ägorna har bostadsområdet Sandbäck växt fram.
- Sjödala, enstaka hemman.
- Talgegården, enstaka hemman, räknades i äldre tid till byn Kärra.
- Toltorp, by med fyra hemman (1 Mellangården, 2 Norgården, 3 Sörgården och 4 Tolsegården) samt en skatteåker (5). På byns utmark i norr har stadsdelen Toltorpsdalen växt fram.
- Trädgården, enstaka hemman. På ägorna har stadsdelen Trädgården växt fram.
- Tåsthult, enstaka hemman.
- Åby, by med sju hemman (1 Kronogården, 2 Mellangården, 3 Norgården, 4 Sörgården, 5 Västergården, 6 Frälsegården, 7 Skomakaregården) samt en skatteutjord (Hökejorden). På ägorna har stadsdelen Åby växt fram.
- Ålegårdsslätt (eller Ryckingen), enstaka hemman, kronotorp på första halvan av 1600-talet, sedan skattlagt till 1/4 mantal.

## Fornlämningar
Några boplatser, lösfynd och hällkistor från stenåldern har påträffats. Från bronsåldern finns gravrösen och stensättningar. Från järnåldern finns gravfält och två fornborgar.

## Befolkningsutveckling
Befolkningen ökade ganska regelbundet från 1 856 invånare år 1810 till 32 775 invånare år 1990.

## Namnet
Namnet skrevs 1312 Fästbiärrg innehåller fäst, 'tåg eller tross att göra fast fartyg med' och biärgh, 'berg' troligen syftande på en förtöjningsplats då fjorden var farbar ända in. Kanske att den urgamla landningsplatsen hittades 1921 vid en geologisk undersökning; en mindre bergsknalle mitt emot Brudberget och Frölundavägen.